# 科阿索洛托里内塞
科阿索洛托里内塞（意大利语：Coassolo Torinese），是意大利北部皮埃蒙特大区都灵省的一个市镇。总面积28平方公里，总人口1571，人口密度56.1人/平方公里（2010年12月31日）。